# Christian Herdtrich
Christian Wolfgang Herdtrich (Graz, 25 juin 1625 - 18 juillet 1684) est un missionnaire jésuite autrichien traducteur en latin de la pensée de Confucius.

## Sa vie
Christian Herdtrich entre dans la province autrichienne de la Compagnie de Jésus le 27 octobre 1641. Après sa formation et quelques années de service dans sa province d'origine il est choisi en 1656 pour la mission en Asie. Il est d'abord envoyé dans l'actuelle Indonésie où pendant deux ans il travaille à la mission jésuite sur l'île de Sulawesi ("Célèbes"). En 1660, il est envoyé à Macao en Chine et rejoint les Jésuites en mission dans les provinces chinoises du Shanxi et du Henan. En 1671, il est appelé à la cour impériale de Pékin comme mathématicien ; là, il rejoignit les nombreux savants jésuites dont s'était entouré l'empereur Kangxi. Les neuf dernières années de sa vie furent passées comme supérieur de la mission jésuite de « Kiang-tcheon » au Shanxi.

## Ses œuvres
Ses longues années passées au contact du peuple chinois dans les provinces du Shanxi et du Henan firent de Herdtrich un bon connaisseur de la langue et de la littérature chinoises. Avec trois autres jésuites Philippe Couplet, Prospero Intorcetta et François de Rougemont il poursuit l'œuvre de traduction en latin de la pensée de Confucius commencée par le jésuite Ignace da Costa, une œuvre finalement publiée à Paris en 1687. Il est aussi l'auteur d'un important dictionnaire chinois-latin (Wentse-Ko). On possède aussi de lui une série de lettres relatives à la mission jésuite en Chine.